# فعالیت
فعالیت (انگلیسی: Thermodynamic activity) در ترمودینامیک شیمیایی به غلظت مؤثر گونه‌های شیمیایی موجود در یک مخلوط گفته می‌شود؛ بدین معنی که پتانسیل شیمیایی گونه‌ها وابسته به فعالیت یک محلول حقیقی است که خودش به غلظت یک محلول ایده‌آل بستگی دارد. فعالیت یک کمیت بدون بعد در نظر گرفته می‌شود، اگرچه مقدار آن به حالت استاندارد ترمودینامیکی گونه‌ها وابسته است. فعالیت یک ماده خالص در فازهای چگال (جامد و مایع)، برابر یک قرار داده شده است. این کمیت در گازها، فشار جزئی مؤثر که با فوگاسیته توصیف می‌شود، بیان می‌گردد.